# Nascar Grand National Series 1950
Nascar Grand National Series 1950 var den 2:a upplagan av den främsta divisionen av professionell stockcarracing i USA, sanktionerad av National Association for Stock Car Auto Racing. Säsongen bestod av 19 race och inleddes 5 februari på Daytona Beach Road Course och avslutades 29 oktober på Occoneechee Speedway.
Bill Rexford vann serien i en Oldsmobile, ett märke som dominerade serien med 10 segrar.

## Resultat
| Nr      | Datum        | Tävling        | Bana                                                        | Pole             | Vinnare          | Konstruktör | Start | Rapport |
| ------- | ------------ | -------------- | ----------------------------------------------------------- | ---------------- | ---------------- | ----------- | ----- | ------- |
| 1       | 5 februari   | Race 1         | Daytona Beach Road Course, Daytona Beach, Florida           | Joe Littlejohn   | Harold Kite      | Lincoln     | 3     |         |
| 2       | 2 april      | Race 2         | Charlotte Speedway, Charlotte, North Carolina               | Red Byron        | Tim Flock        | Lincoln     | 5     |         |
| 3       | 16 april     | Race 3         | Langhorne Speedway, Langhorne, Pennsylvania                 | Tim Flock        | Curtis Turner    | Oldsmobile  | i.u.  |         |
| 4       | 21 maj       | Race 4         | Martinsville Speedway, Ridgeway, Virginia                   | Buck Baker       | Curtis Turner    | Oldsmobile  | 2     |         |
| 5       | 30 maj       | Poor Man's 500 | Canfield Speedway, Canfield, Ohio                           | Jimmy Florian    | Bill Rexford     | Oldsmobile  | i.u.  | Rapport |
| 6       | 18 juni      | Race 6         | Vernon Fairgrounds, Vernon, New York                        | Chuck Mahoney    | Bill Blair       | Mercury     | i.u.  |         |
| 7       | 25 juni      | Race 7         | Dayton Speedway, Dayton, Ohio                               | Dick Linder      | Jimmy Florian    | Ford        | i.u.  |         |
| 8       | 2 juli       | Race 8         | Monroe County Fairgrounds, Rochester, New York              | Curtis Turner    | Curtis Turner    | Oldsmobile  | 1     |         |
| 9       | 23 juli      | Race 9         | Charlotte Speedway, Charlotte, North Carolina               | Curtis Turner    | Curtis Turner    | Oldsmobile  | 1     |         |
| 10      | 13 augusti   | Race 10        | Occoneechee Speedway, Hillsborough, North Carolina          | Dick Linder      | Fireball Roberts | Oldsmobile  | 15    |         |
| 11      | 20 augusti   | Race 11        | Dayton Speedway, Dayton, Ohio                               | Curtis Turner    | Dick Linder      | Oldsmobile  | 2     |         |
| 12      | 27 augusti   | Race 12        | Hamburg Speedway, Hamburg, New York                         | Dick Linder      | Dick Linder      | Oldsmobile  | 1     |         |
| 13      | 4 september  | Southern 500   | Darlington Raceway, Darlington, South Carolina              | Curtis turner    | Johnny Mantz     | Plymouth    | 43    | Rapport |
| 14      | 17 september | Race 14        | Langhorne Speedway, Langhorne, Pennsylvania                 | Wally Campbell   | Fonty Flock      | Oldsmobile  | i.u.  |         |
| 15      | 24 september | Wilkes 200     | North Wilkesboro Speedway, North Wilkesboro, North Carolina | Fireball Roberts | Leon Sales       | Plymouth    | 11    | Rapport |
| 16      | 1 oktober    | Race 16        | Vernon Fairgrounds, Vernon, New York                        | Dick Linder      | Dick Linder      | Oldsmobile  | 1     |         |
| 17      | 15 oktober   | Race 17        | Martinsville Speedway, Ridgeway, Virginia                   | Fonty Flock      | Herb Thomas      | Plymouth    | 19    |         |
| 18      | 15 oktober   | Race 18        | Funk's Speedway, Winchester, Indiana                        | Dick Linder      | Lloyd Moore      | Mercury     | 5     |         |
| 19      | 29 oktober   | Race 19        | Occoneechee Speedway, Hillsborough, North Carolina          | Fonty Flock      | Lee Petty        | Plymouth    | 15    |         |
| Källor: |              |                |                                                             |                  |                  |             |       |         |

## Slutställning
| Plats   | Förare           | Starter | Vinster | Top 5 | Top 10 | Pole | Varv | Prispengar | Poäng  | +\-    |
| ------- | ---------------- | ------- | ------- | ----- | ------ | ---- | ---- | ---------- | ------ | ------ |
| 1       | Bill Rexford     | 17      | 1       | 5     | 11     | 1    | 103  | $6 175     | 1959,0 |        |
| 2       | Fireball Roberts | 9       | 1       | 4     | 5      | 1    | 60   | $6 955     | 1848,5 | –110,5 |
| 3       | Lee Petty        | 17      | 1       | 9     | 13     | 0    | 43   | $7 695     | 1590   | –369   |
| 4       | Lloyd Moore      | 16      | 1       | 7     | 10     | 0    | 57   | $5 580     | 1398   | –561   |
| 5       | Curtis Turner    | 16      | 4       | 7     | 7      | 4    | 1110 | $6 935     | 1375,5 | –583,5 |
| 6       | Johnny Mantz     | 3       | 1       | 1     | 2      | 0    | 351  | $10 835    | 1282   | –677   |
| 7       | Chuck Mahoney    | 11      | 0       | 3     | 6      | 1    | 18   | $2 760     | 1217,5 | –741,5 |
| 8       | Dick Linder      | 13      | 3       | 5     | 8      | 5    | 460  | $5 570     | 1121   | –838   |
| 9       | Jimmy Florian    | 10      | 1       | 3     | 6      | 1    | 40   | $2 695     | 801,0  | –1158  |
| 10      | Bill Blair       | 16      | 1       | 5     | 7      | 0    | 218  | $4 320     | 766    | –1193  |
| 11      | Herb Thomas      | 13      | 1       | 4     | 6      | 0    | 176  | $2 945     | 590,5  | –1 369 |
| 12      | Buck Baker       | 9       | 0       | 2     | 5      | 1    | 10   | $2 195     | 531,5  | –1428  |
| 13      | Cotton Owens     | 3       | 0       | 0     | 1      | 0    | 23   | $1 100     | 500    | –1 459 |
| 14      | Fonty Flock      | 7       | 1       | 2     | 3      | 2    | 369  | $2 170     | 458,5  | –1 501 |
| 15      | Weldon Adams     | 4       | 0       | 2     | 3      | 0    | 0    | $1 305     | 440    | –1 519 |
| Källor: |                  |         |         |       |        |      |      |            |        |        |

- Notering: Endast de femton främsta förarna redovisas.